# James L. Green
Pour les articles homonymes, voir Green.
James Lauer Green est un physicien américain travaillant à la NASA.
Il est originaire de l'Iowa.
Le 1er mai 2018, il devient scientifique en chef de la NASA, poste qu'il occupe jusqu'en décembre 2021.

## Distinctions
Il s'est vu attribuer le Arthur S. Flemming Award en 1988.